# CRB 아인 오세라
CRB 아인 오세라(Chabab Riadhi Baladiat Aïn Oussara, 아랍어: الشباب الرياضي لبدية عين وسارة), 줄여서 CRBAO는 1947년에 창단된 알제리의 축구 클럽이다 젤파주의 아인 오세라에 연고를 두고 있으며, 클럽의 주 색상은 녹색과 흰색이다. 8,000명의 관중을 수용할 수 있는 1954년 11월 1일 경기장 홈 경기장을 사용하며, 현재 인터-리지언스 디비전에 소속되어 있다.
2012년 4부 리그에서 뛰던 CRB 아인 오세라는 2011–12 알제리 컵 8강에 진출했었다.